# Beauty Shop
Pour plus de détails, voir Fiche technique et Distribution.
Beauty Shop est un film américain réalisé par Bille Woodruff en 2005, avec Queen Latifah, Alicia Silverstone, Andie MacDowell, Alfre Woodard, Mena Suvari, Kevin Bacon, Djimon Hounsou, Paige Hurd.
Beauty shop est un spin-off de la franchise Barbershop dans laquelle Gina, le personnage de Queen Latifah, apparaît au cours du deuxième film.

## Synopsis
C'est l'histoire de Gina, une coiffeuse en vogue à Atlanta que son patron, égocentrique et orgueilleux, oblige à démissionner, et qui, par la suite, ouvre son propre salon de coiffure.

## Fiche technique
Sauf indication contraire, les informations mentionnées dans cette section peuvent être confirmées par la base de données cinématographiques IMDb,  présente dans la section « Liens externes ».
- Titre original : Beauty Shop
- Réalisation : Bille Woodruff
- Genre : comédie
- Durée : 105 minutes
- Dates de sortie :  France : 28 septembre 2005

## Distribution
- Queen Latifah (V. F. : Marie-Christine Darah) : Gina Norris
- Alicia Silverstone (V. F. : Claire Guyot) : Lynn
- Andie MacDowell (V. F. : Rafaèle Moutier) : Terri
- Alfre Woodard (V. F. : Émilie Benoît) : Ms. Josephine
- Mena Suvari (V. F. : Laura Préjean) : Joanne
- Kevin Bacon (V. F. : Philippe Vincent) : Jorge
- Djimon Hounsou (V. F. : Bruno Henry) : Joe, l'électricien
- Paige Hurd : Vanessa Norris
- Keshia Knight Pulliam : Darnelle
- Golden Brooks (V.F. : Géraldine Asselin): Chanell
- Bryce Wilson (V.F. : Christophe Peyroux): James

Sources et légende : Version française selon le carton de doublage français.